# Hongerbloempje
Hongerbloempje (Draba) is een geslacht uit de kruisbloemenfamilie (Brassicaceae). Het zijn in het algemeen meerjarige kruidachtige planten. De vruchten zijn hauwtjes.

## Taxonomie
In Nederland komt alleen het wit hongerbloempje (Draba muralis) in het wild voor. In België komt naast het wit hongerbloempje (Draba muralis) ook nog het geel hongerbloempje (Draba aizoides) voor. Deze laatste soort is er echter zeer zeldzaam en komt enkel voor in het Maasdal bij Yvoir. In de Alpen komen daarnaast nog Draba alpina en Draba stellata voor.

Enkele soorten:
- Draba aizoides
- Draba alpina
- Draba aspera
- Draba dolomitica
- Draba dubia
- Draba fladnizensis
- Draba hoppeana
- Draba lactea
- Draba lasiocarpa
- Draba muralis
- Draba nemorosa
- Draba norvegica
- Draba pacheri
- Draba sauteri
- Draba siliquosa
- Draba stellata
- Draba tomentosa

... · 
Alliaria · 
Alyssum (Schildzaad) · 
Arabidopsis · 
Arabis (Scheefkelk) · 
Armoracia · 
Aubrieta · 
Barbarea (Barbarakruid) · 
Berteroa · 
Brassica (Kool) · 
Braya · 
Bunias (Hardvrucht) · 
Cakile · 
Calepina · 
Camelina · 
Capsella (Herderstasje) · 
Cardamine (Veldkers) · 
Cochlearia (Lepelblad) · 
Coincya · 
Conringia · 
Coronopus (Varkenskers) · 
Crambe (Bolletjeskool) · 
Descurainia · 
Diplotaxis (Zandkool) · 
Draba · 
Erophila · 
Eruca · 
Erucastrum · 
Eutrema  · 
Erysimum (Steenraket) · 
Heliophila · 
Hesperis · 
Hirschfeldia · 
Hormathophilla · 
Hornungia · 
Iberis (Scheefbloem) · 
Isatis · 
Lepidium (Kruidkers) · 
Lobularia · 
Lunaria (Judaspenning) · 
Malcolmia · 
Matthiola · 
Neslia · 
Physaria · 
Pringlea · 
Ptilotrichum · 
Raphanus (Radijs) · 
Rapistrum · 
Rorippa (Waterkers) · 
Schouwia · 
Selenia · 
Sinapidendron · 
Sinapis · 
Sisymbrium (Raket) · 
Subularia · 
Teesdalia · 
Thlaspi (Boerenkers) · 
...